# Kemnay
Kemnay, schottisch-gälisch Ceann a’ Mhuigh, ist eine Ortschaft in der schottischen Council Area Aberdeenshire. Sie liegt etwa sieben Kilometer südwestlich von Inverurie und 22 Kilometer nordwestlich von Aberdeen am rechten Ufer des Don. Nordwestlich erhebt sich der Bennachie.

## Geschichte
Die Ländereien am gegenüberliegenden Don-Ufer zählten im Mittelalter zu den bischöflichen Besitztümern Aberdeens. Spätestens im 13. Jahrhundert wurde dort der Bischofspalast Fetternear Palace errichtet. Heute befindet sich dort das Herrenhaus Fetternear House. Zwischen Kemnay und Sauchen befindet sich das Schloss Castle Fraser. Dieses geht auf einen Wehrturm aus dem 15. Jahrhundert zurück. Um die Mitte des 17. Jahrhunderts ließ Thomas Crombie südlich von Kemnay das Tower House Kemnay House errichten.
Kemnay entwickelte sich im Laufe des 19. Jahrhunderts unter anderem mit der Eröffnung eines Granitsteinbruchs. Der dort gebrochene Stein wurde unter anderem beim Bau des Marischal Colleges und des Royal Liver Buildings verwendet.
Zwischen 1831 und 1881 stieg die Einwohnerzahl Kemnays von 616 auf 1636 an. Nachdem 1961 in Kemnay 981 Personen lebten, stieg die Einwohnerzahl in den folgenden Jahrzehnten stetig auf 3740 im Jahre 2011 an.

## Verkehr
Durch Kemnay führt die B993, welche die Ortschaft im Osten an die von Aberdeen nach Inverness führende A96 anschließt. Bei Dunecht ist außerdem die A944 (Aberdeen–Corgarff) innerhalb kurzer Strecke erreichbar.
Über die Alford Valley Railway, eine bis nach Alford führende Stichbahn der Great North of Scotland Railway, wurde Kemnay im Laufe des 19. Jahrhunderts an das britische Eisenbahnnetz angeschlossen. Die Strecke wurde zwischenzeitlich aufgelassen und rückgebaut.